# Hasel
Hasel é um município da Alemanha, no distrito de Lörrach, na região administrativa de Freiburg, estado de Baden-Württemberg.

## Pontos de interesse
- Erdmannshöhle (caverna de estalactites)